# Miracolo di un santo domenicano
Miracolo di un santo domenicano è un dipinto di Francesco Guardi, eseguito con la tecnica dell'olio su tela.
L'opera, conservata a Vienna, è stata realizzata nel 1763.
Il religioso domenicano è da identificare probabilmente con Gonsalvo di Amarante.